# Embalse de Vanderkloof
El embalse de Vanderkloof (originalmente presa de PK Le Roux ) está situado aproximadamente a 130 km aguas abajo de la presa de Gariep,, siguiendo el río Orange, el mayor de Sudáfrica. Ambos embalses están entre las provincias del Estado Libre y Cabo Septentrional El embalse de Vanderkloof es el segundo más grande de Sudáfrica en volumen y tiene el muro de presa más alto del país, con 108 m. La central hisdroeléctrica fue puesta en funcionamiento en 1977.  El embalse tiene una capacidad de 3200 hm3 y una superficie de 133,4 km2 cuando está lleno. Otros ríos que desembocan en esta presa son el río Berg, dos arroyos sin nombre que vienen de la dirección de Reebokrand, y los ríos Knapsak, Paaiskloofspruit, Seekoei, Kattegatspruit y Hondeblaf, en el sentido de las agujas del reloj.
La ciudad de VanderKloof se encuentra en la orilla izquierda de la presa, con la entrada principal a la ciudad justo al final del muro. Posee centros turísticos y parques, como la Reserva Natural de Rolfontein ( Fotos Wiki Commons )

## Contexto
Las presas de Gariep y Vanderkloof, operadas por el Departamento de Aguas de Sudáfrica, forman los dos embalses más grandes del país, y junto con las centrales hidroeléctricas de Eskom, son parte integral del Esquema de Aguas del Río Orange. Los embalses proveen agua para las ciudades, para regadío, recreación y para producir energía hidroeléctrica. La presa de Vanderkloof es de doble curvatura de concreto, con un volumen de 3326 m3 de hormigón. Tiene 2 turbinas de 120 y 240 MW, con una producción máxima de 360 MW. La turbina es una vertica Francis de 61 m, con un diámetro de 5,3 m.

## Galería

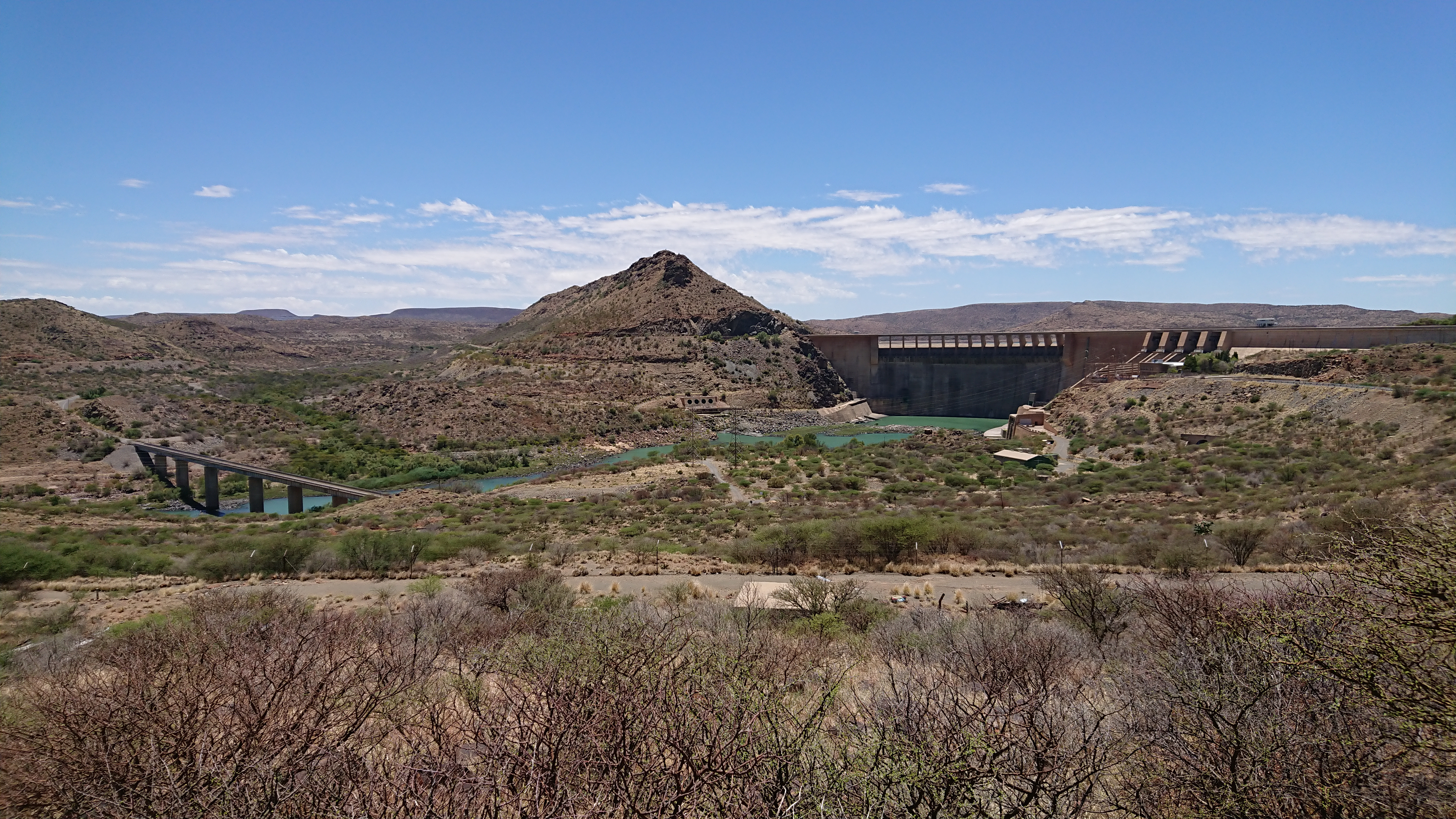
Vista del lado derecho hacia la presa.
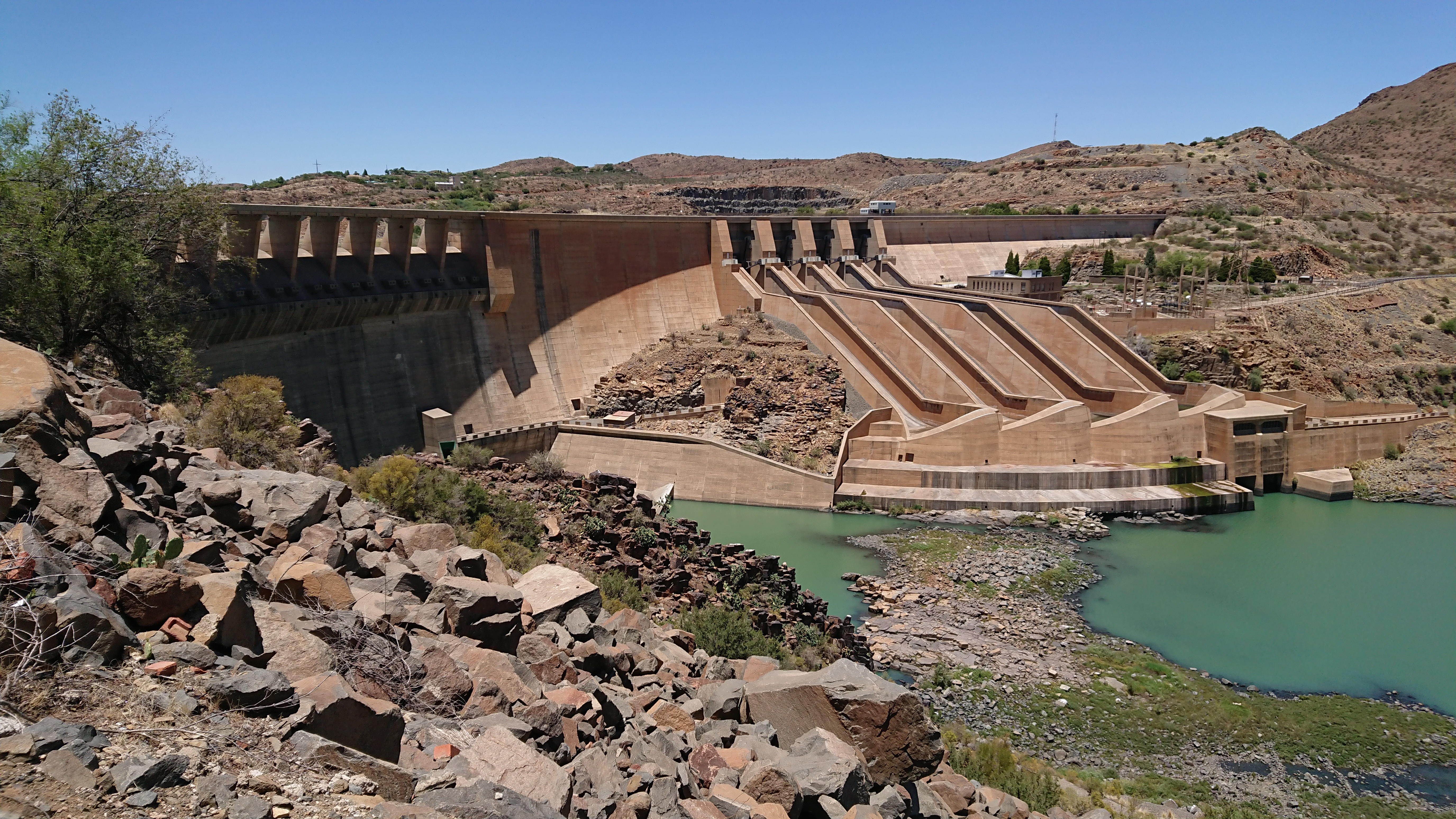
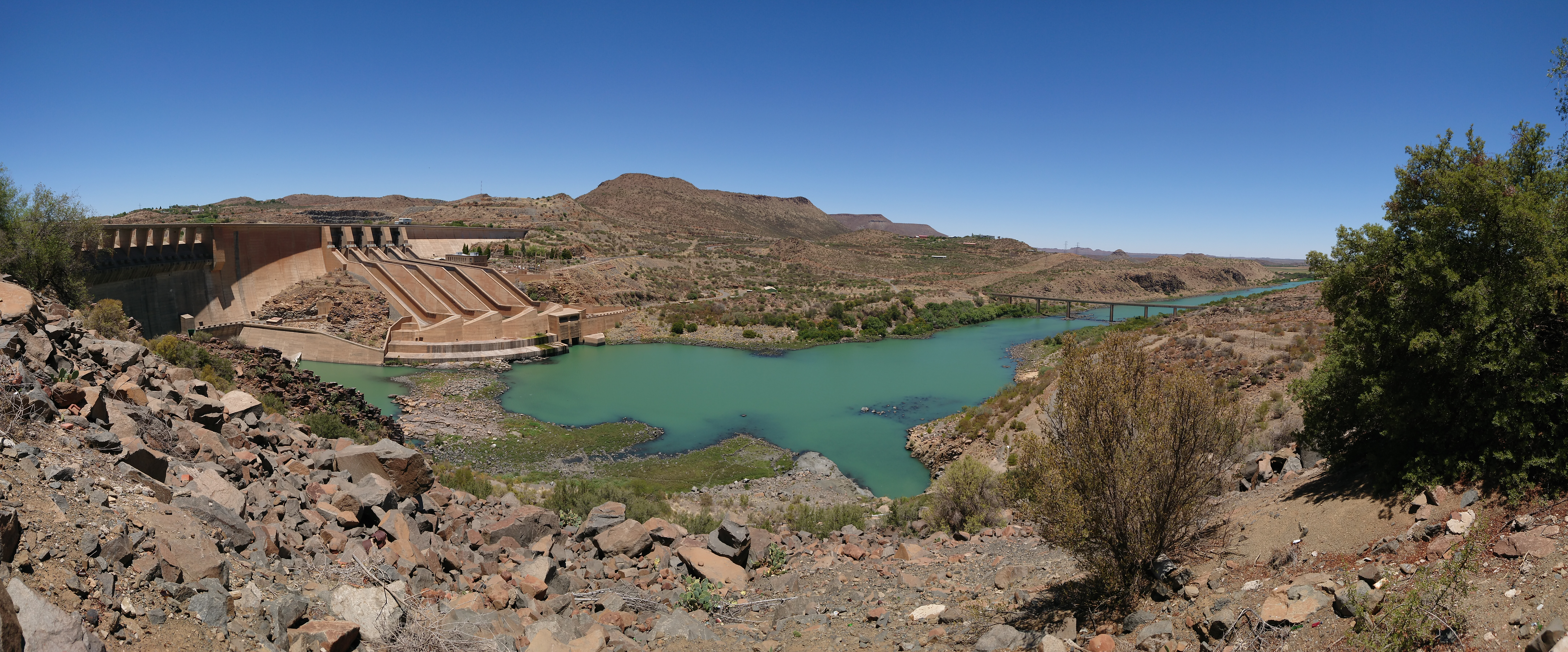
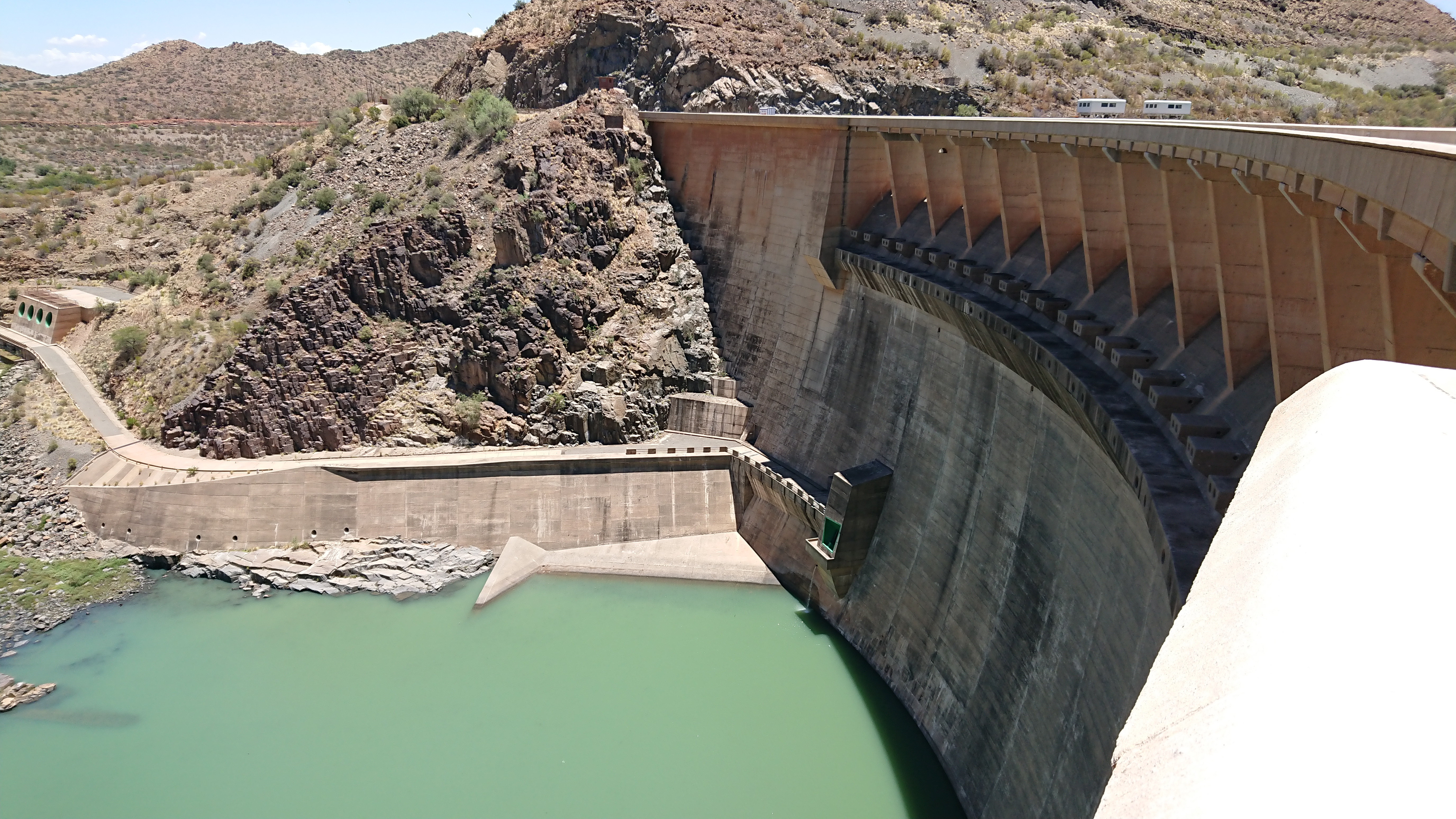
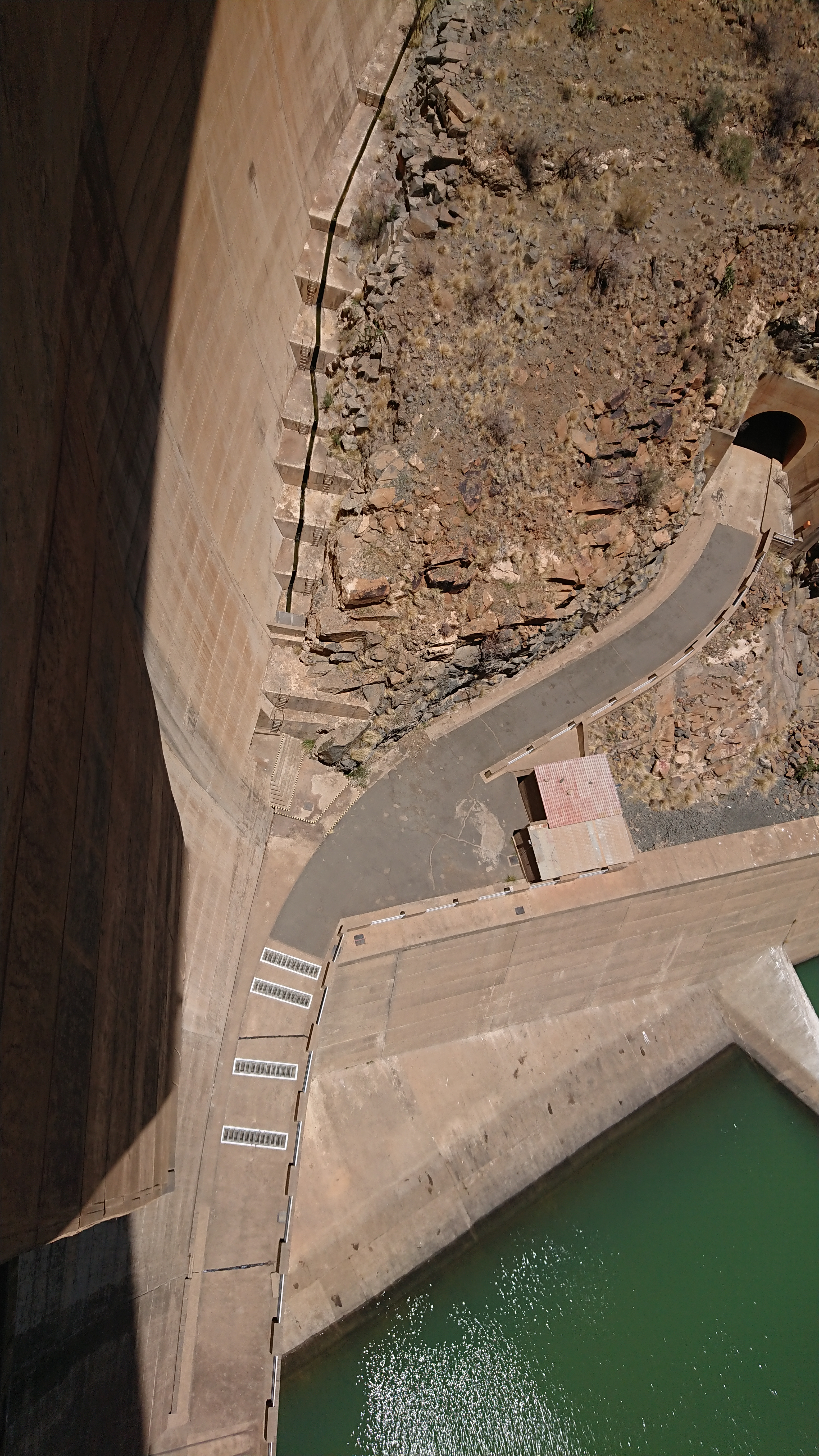
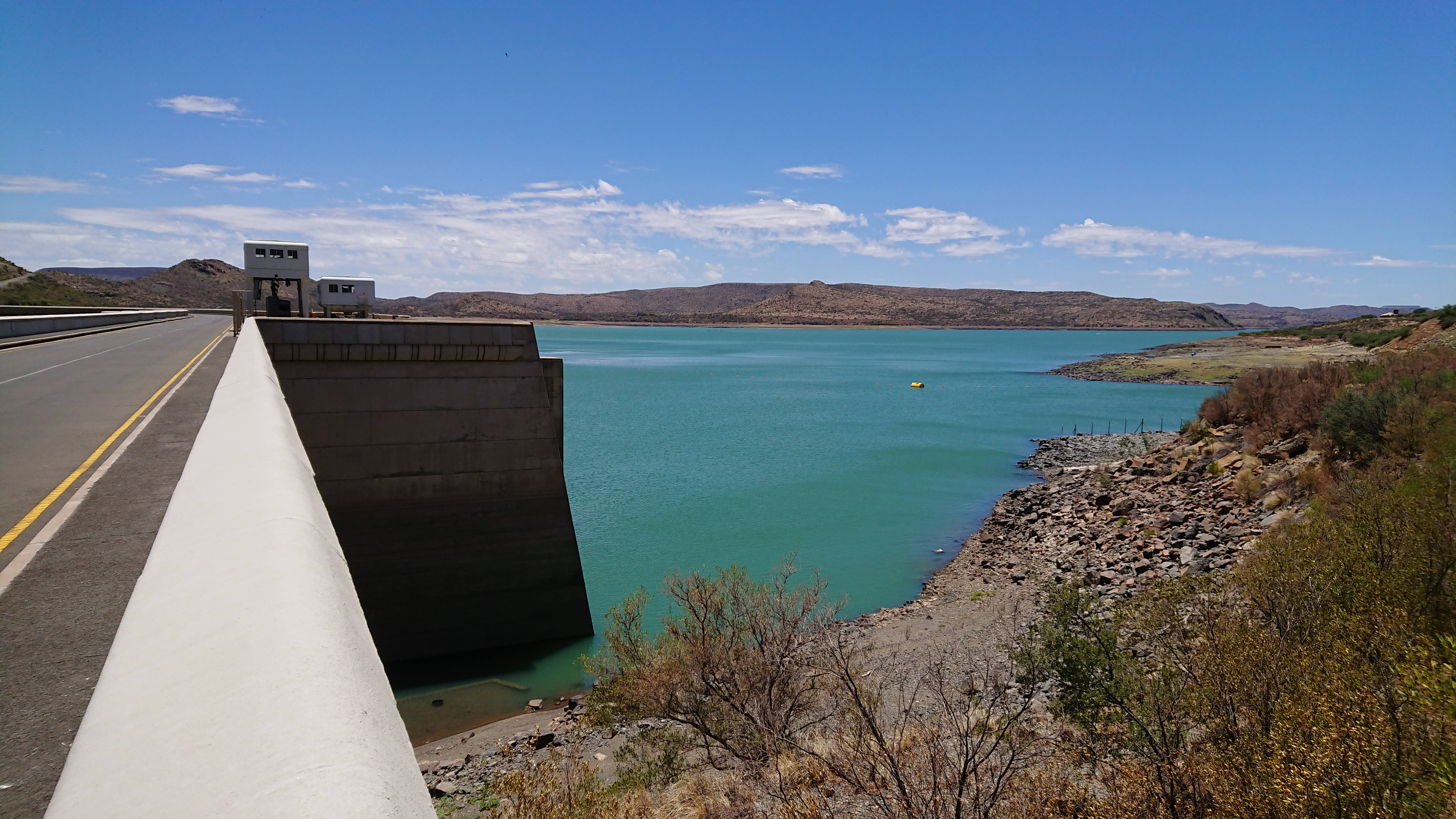
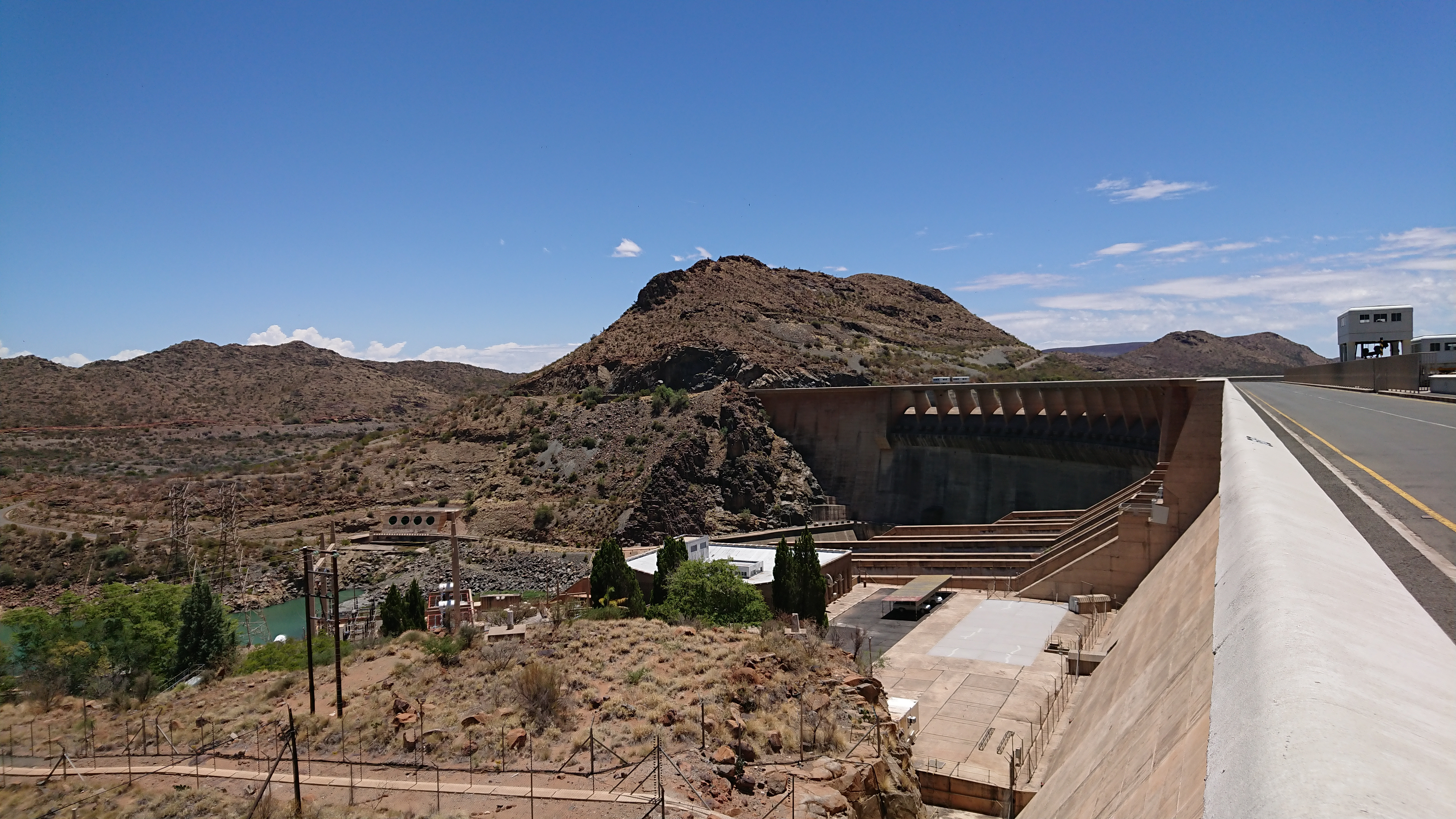
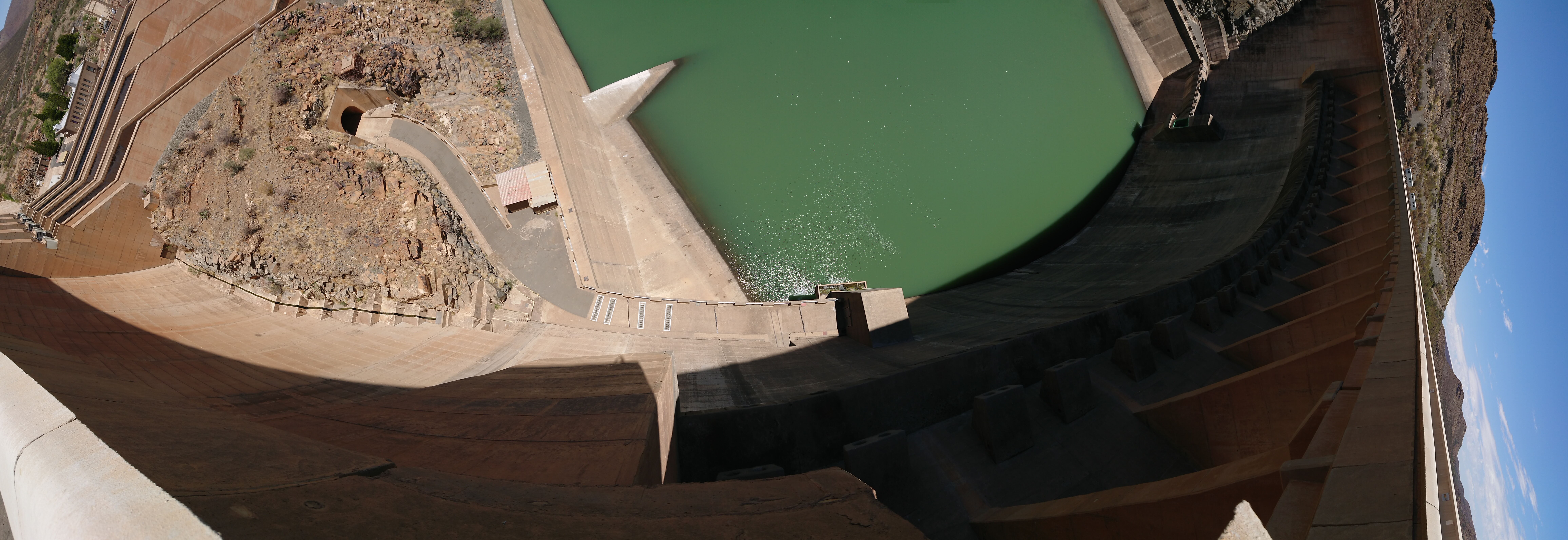